# Матесалька
Матесалька (венг. Mátészalka) — город в медье Сабольч-Сатмар-Берег, Венгрия.
Город занимает площадь 41,40 км². Население — 17 216 жителей (2010 г). По данным 2001 года, среди жителей города 96 % — венгры, 3 % — цыгане, 1 % — немцы.
Второй по величине город в медье. Находится в 52 километрах к востоку от города Ньиредьхаза и в 77 км к северо-востоку от города Дебрецен. В городе Матесалька находится железнодорожная станция. Через город проходит автодорога 471.

## Галерея

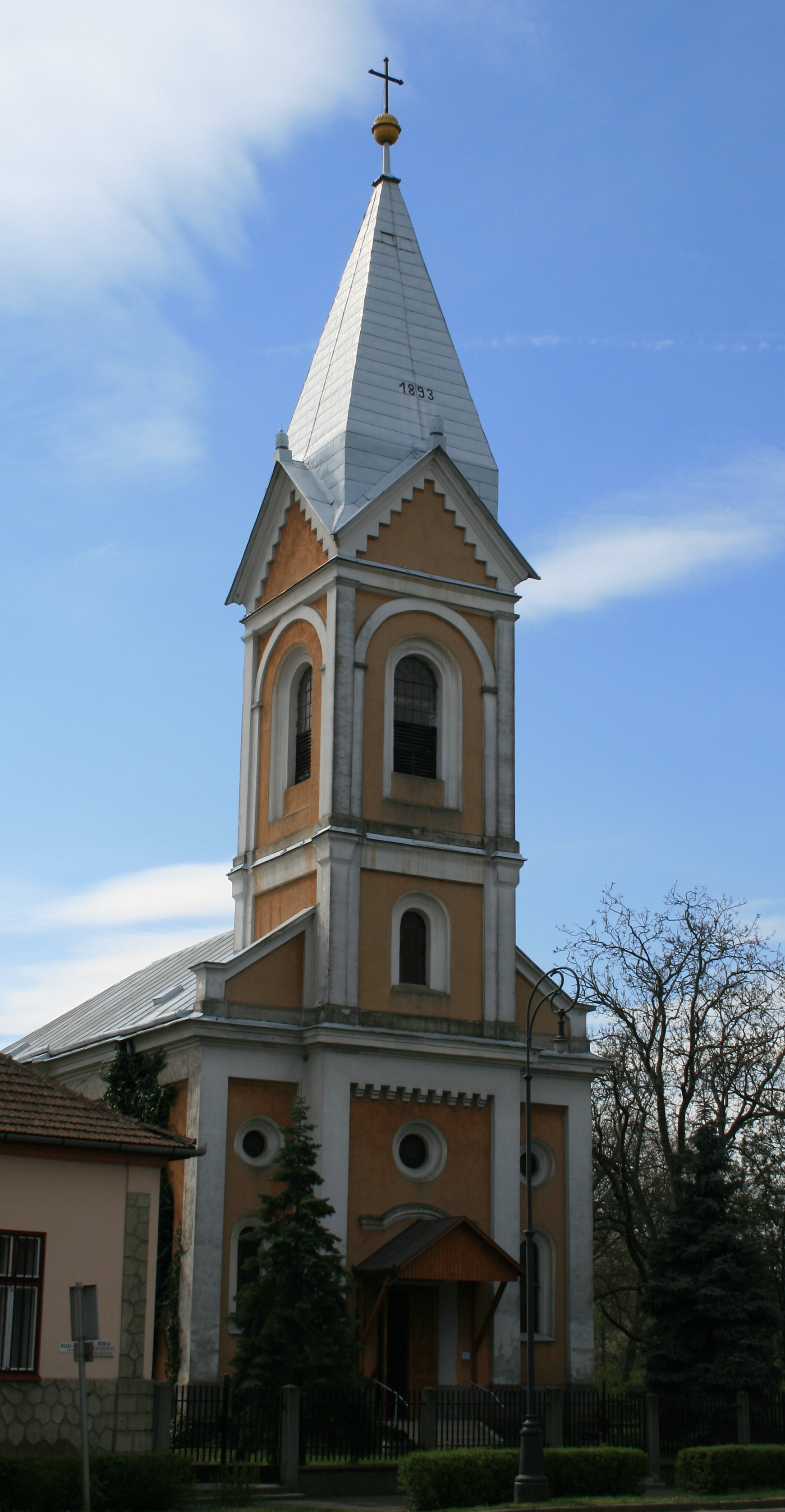
Католическая церковь
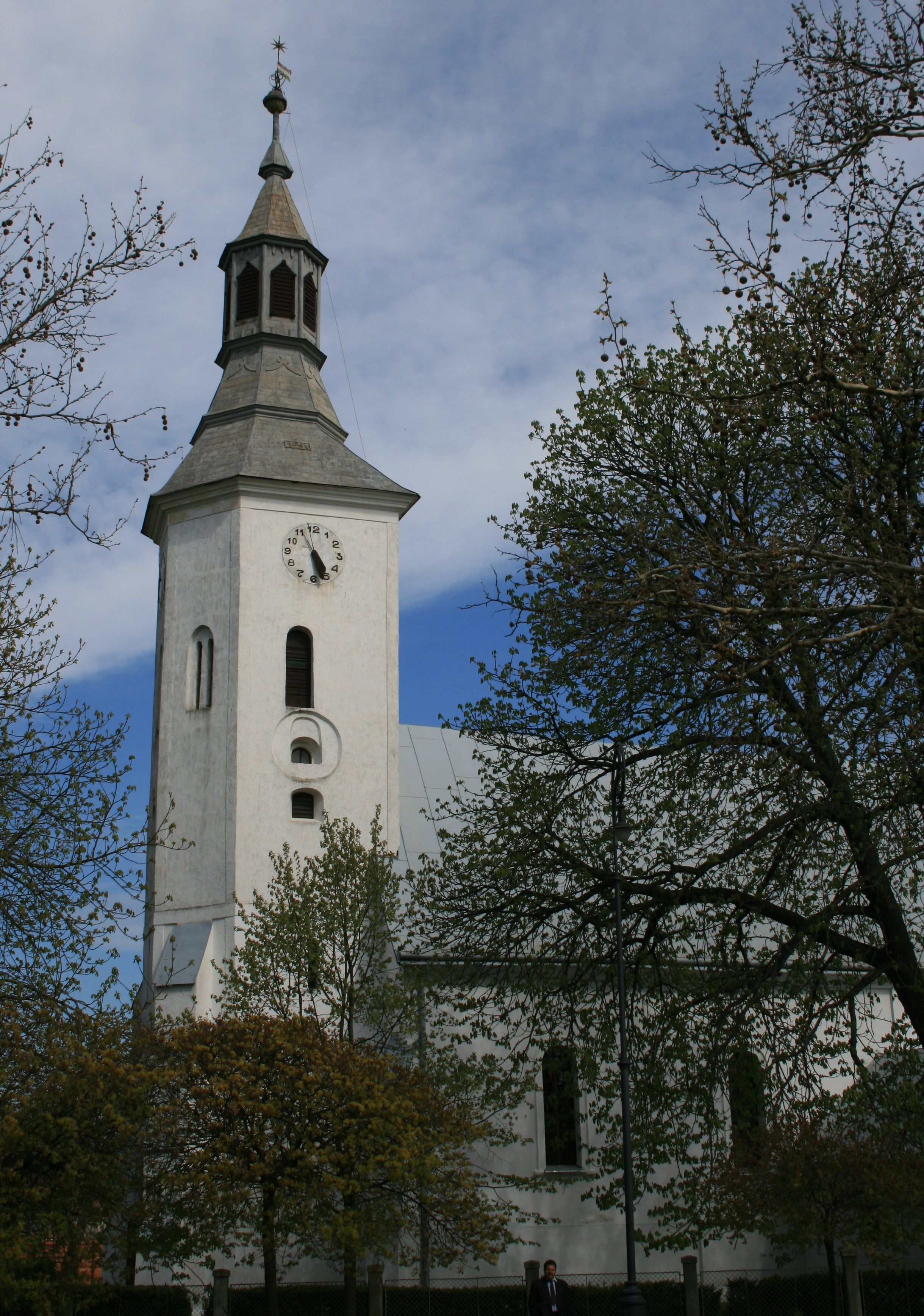
Реформистская церковь
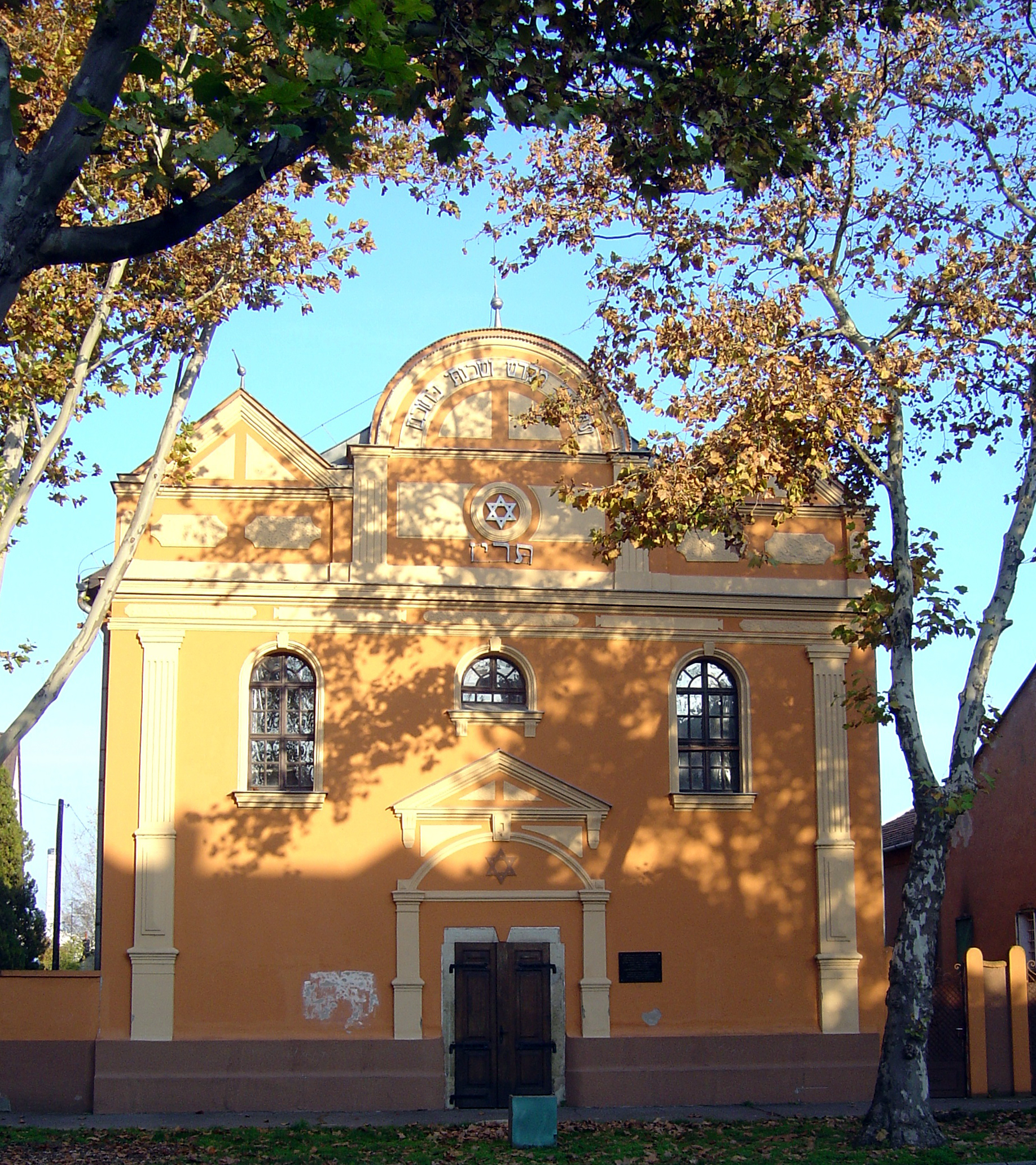
Синагога
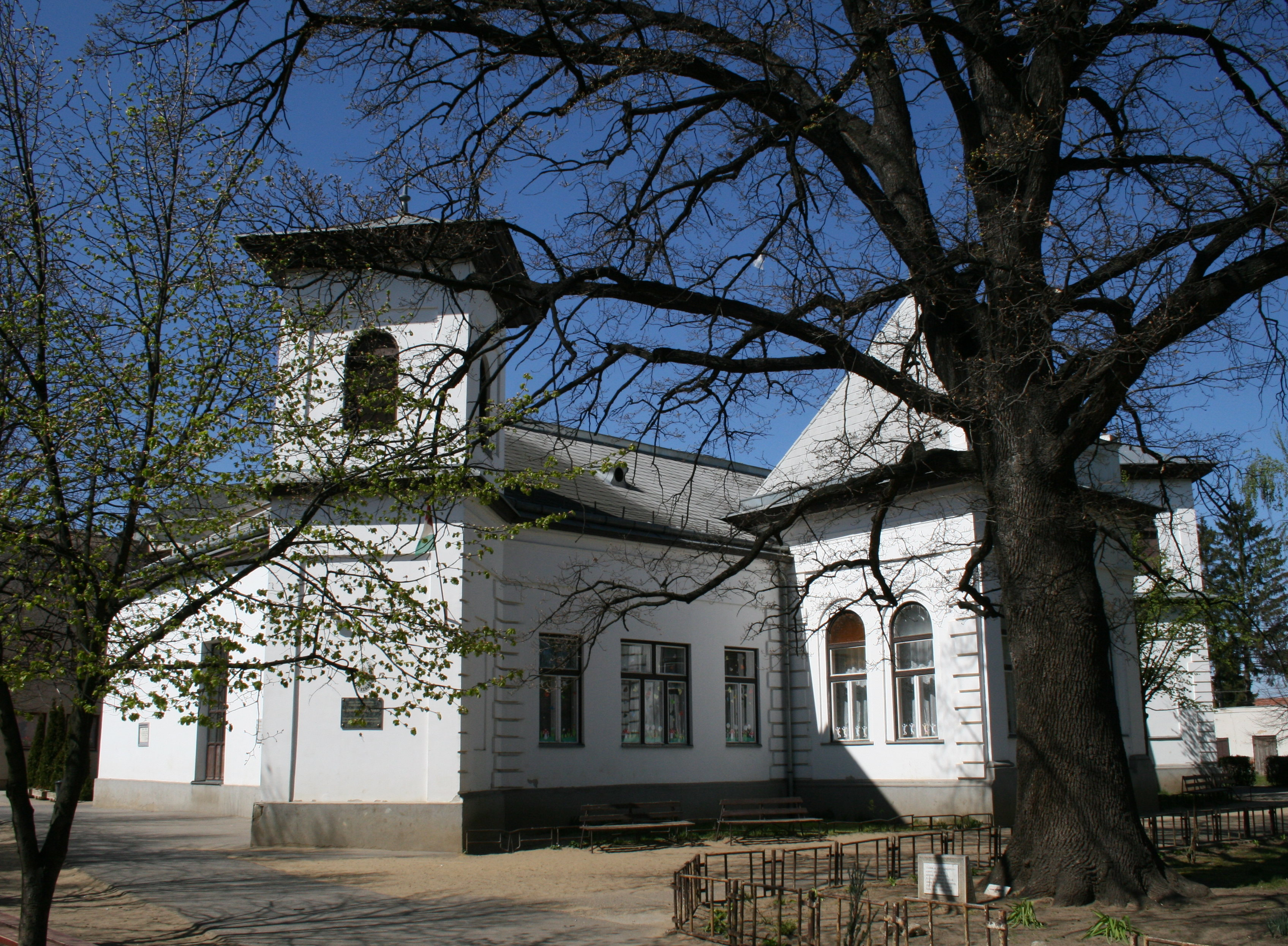
Школа, построенная в начале XX  века
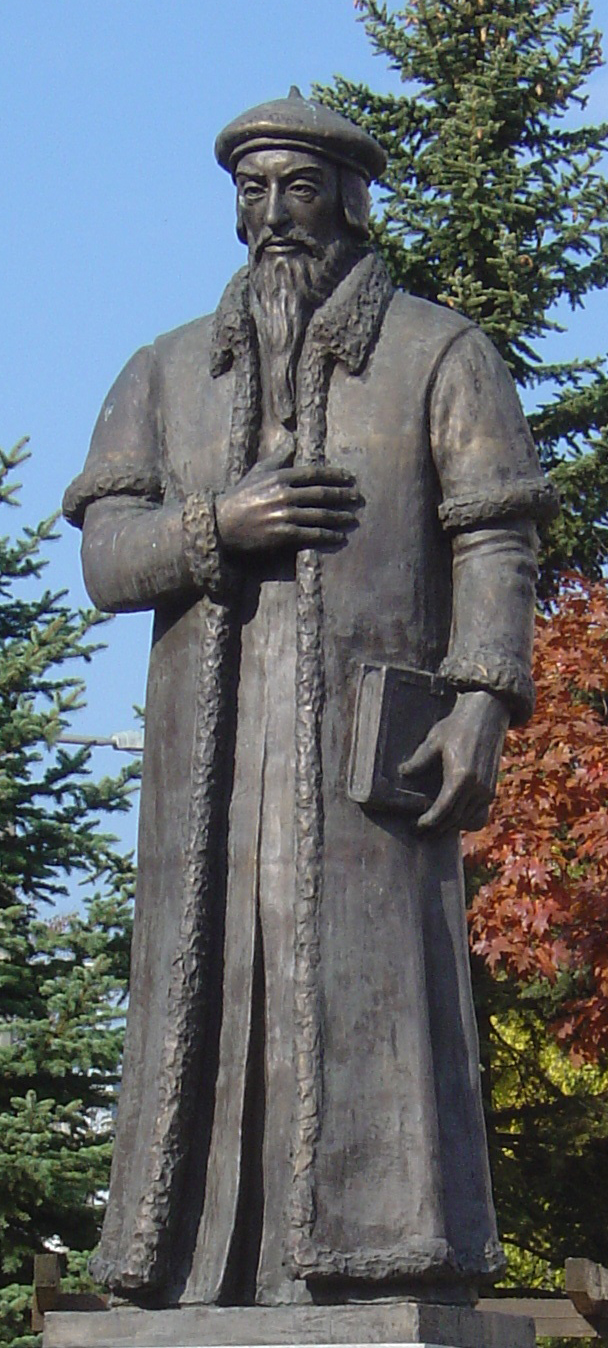
Кальвин, Жан
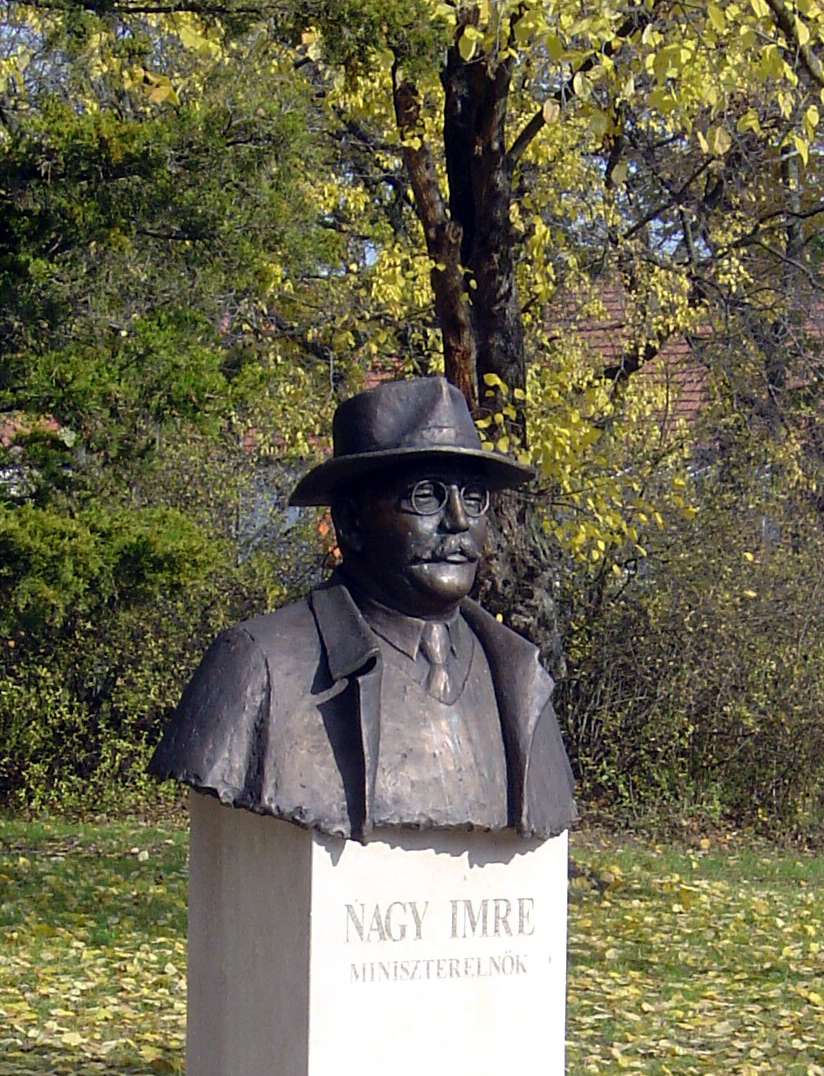
Надь, Имре
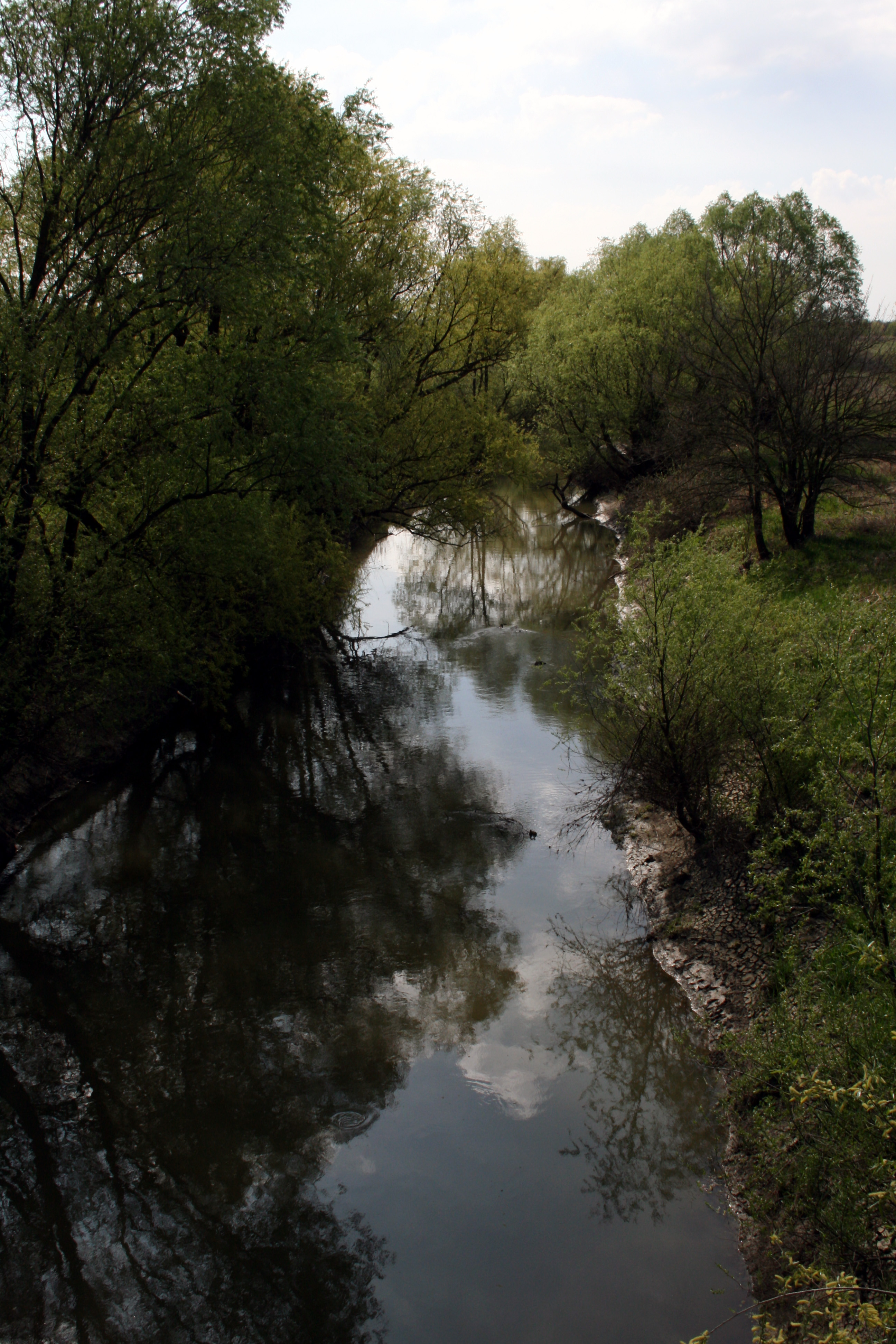
Красна
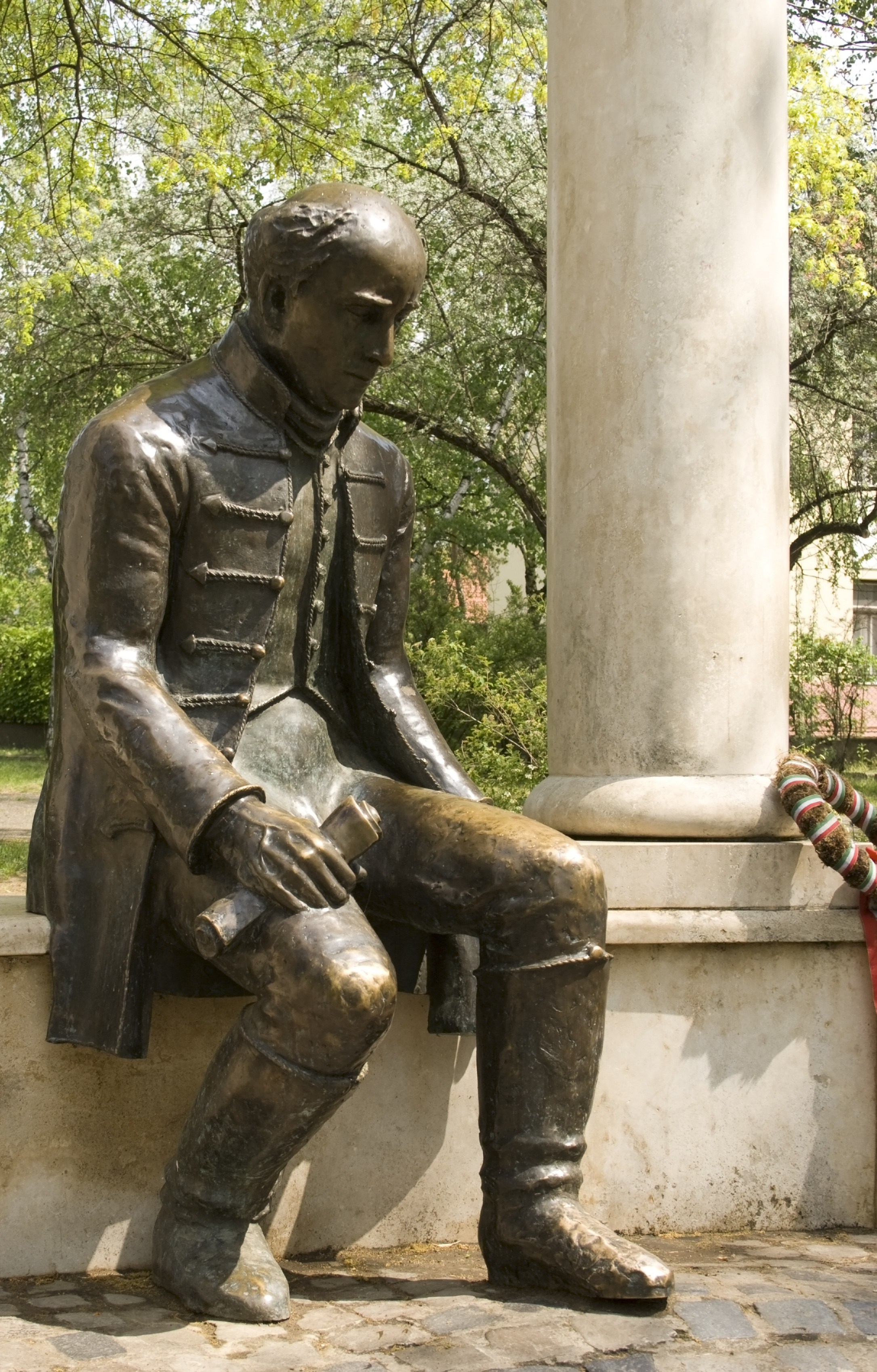
Кёльчеи, Ференц
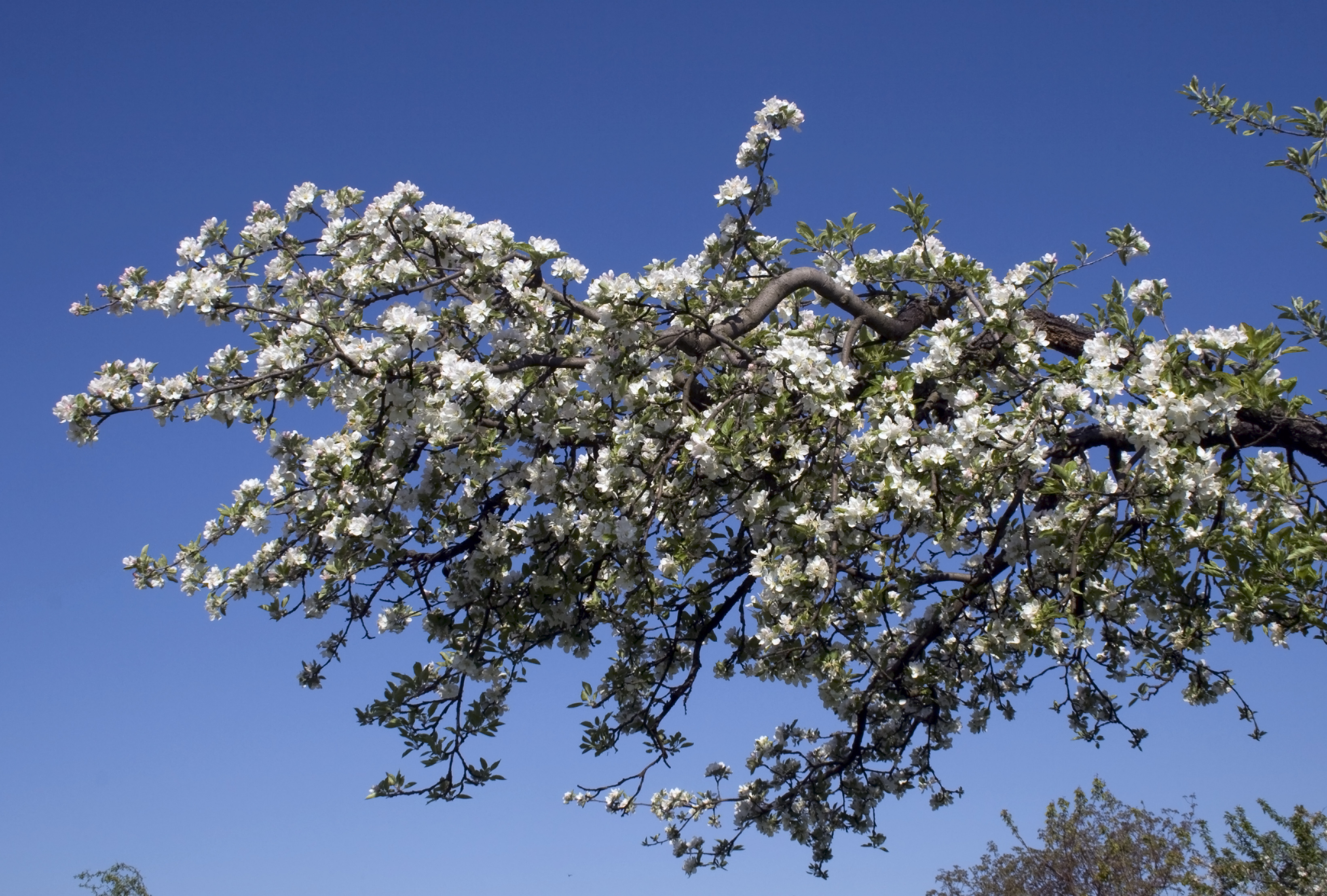

## Население
| Год  | Численность | Численность |
| ---- | ----------- | ----------- |
| 2013 | 17 144      | [ 5 ]       |
| 2014 | 16 978      | [ 6 ]       |
| 2018 | 16 576      | [ 7 ]       |
| 2021 | 15 874      | [ 8 ]       |
| 2022 | 15 653      | [ 9 ]       |
| 2023 | 15 351      | [ 10 ]      |
| 2024 | 15 157      | [ 1 ]       |

## Города-побратимы
- Виттория, Италия
- Гуменне, Словакия (25 октября 2005)[11]
- Зевенар, Нидерланды
- Карей, Румыния
- Мукачево, Украина
- Оберкохен, Германия